# Calcioveatchita
La calcioveatchita és un mineral de la classe dels borats. Rep el nom per la seva relació amb la veatchita.

## Característiques
La calcioveatchita és un borat de fórmula química SrCaB₁₁O₁₆(OH)₅(H₂O). Va ser aprovada com a espècie vàlida per l'Associació Mineralògica Internacional l'any 2020, i publicada en el mes de setembre de 2024. Cristal·litza en el sistema monoclínic.

## Formació i jaciments
Va ser descoberta al dipòsit de sal potàssica de Nepskoe, a la conca del riu Nepa (óblast d'Irkutsk, Rússia). Aquest indret és l'únic a tot el planeta on ha estat descrita aquesta espècie mineral.